# Juri Michailowitsch Baturin
Juri Michailowitsch Baturin (russisch Юрий Михайлович Батурин, wiss. Transliteration Jurij Michajlovič Baturin; * 12. Juni 1949 in Moskau, Russische SFSR) ist ein ehemaliger russischer Politiker und russischer Kosmonaut. Er bekleidet den Rang eines Wirklichen Staatsrats 1. Klasse der Russischen Föderation.

## Leben
Baturin war der erste russische Politiker, der ins Weltall flog. Als Berater für nationale Sicherheit des russischen Präsidenten Boris Jelzin wurde er ausgewählt, einen Flug als Besucher zur Raumstation Mir zu machen, und flog 1998 als Forschungskosmonaut mit der Mission Sojus TM-28 zur Raumstation Mir.
Nach diesem Flug verlor er seine politischen Ämter, jedoch absolvierte er das vollständige Kosmonautentraining, das ihm ermöglicht, als Flugingenieur auf Sojus-Raumschiffen eingesetzt zu werden. Er war ab 2000 ziviles Mitglied des Kosmonautenkontingents der russischen Luftwaffe.
Am 28. April 2001 startete er an Bord eines russischen Sojus-Raumschiffs mit dem Flug Sojus TM-32 zur Internationalen Raumstation. Zwei Tage später, am 30. April, dockte das Raumschiff um 7:59 Uhr UTC an der Station an. Auf dieser Mission, dem Weltraumflug des ersten Weltraumtouristen Dennis Tito, diente er als Flugingenieur.
Baturin war nicht der erste amtierende Politiker im All, vor ihm flogen ein US-Senator und ein US-Kongressabgeordneter ins All. Baturin war jedoch der erste und bislang einzige Politiker, der anschließend Berufsraumfahrer wurde und einen weiteren Raumflug unternahm.
Im Dezember 2011 wurde er zum korrespondierenden Mitglied der Russischen Akademie der Wissenschaften gewählt.